# Clavella caudata
Clavella caudata is een eenoogkreeftjessoort uit de familie van de Lernaeopodidae. De wetenschappelijke naam van de soort is voor het eerst geldig gepubliceerd in 1985 door Castro-Romero & Baeza-Kuroki.